# Aerograma
Un aerograma o carta aèria, també anomenada aérogramme, és una fina i lleugera peça de paper plegable i engomada per a escriure cartes de trànsit aeri, en la qual la carta i el sobre estan unificats. La majoria d'aerogrames tenen el segell imprès, tant per les autoritats postals com per empreses privades. Els remitents estan obligats a escriure les seves dades al revers.

## Història

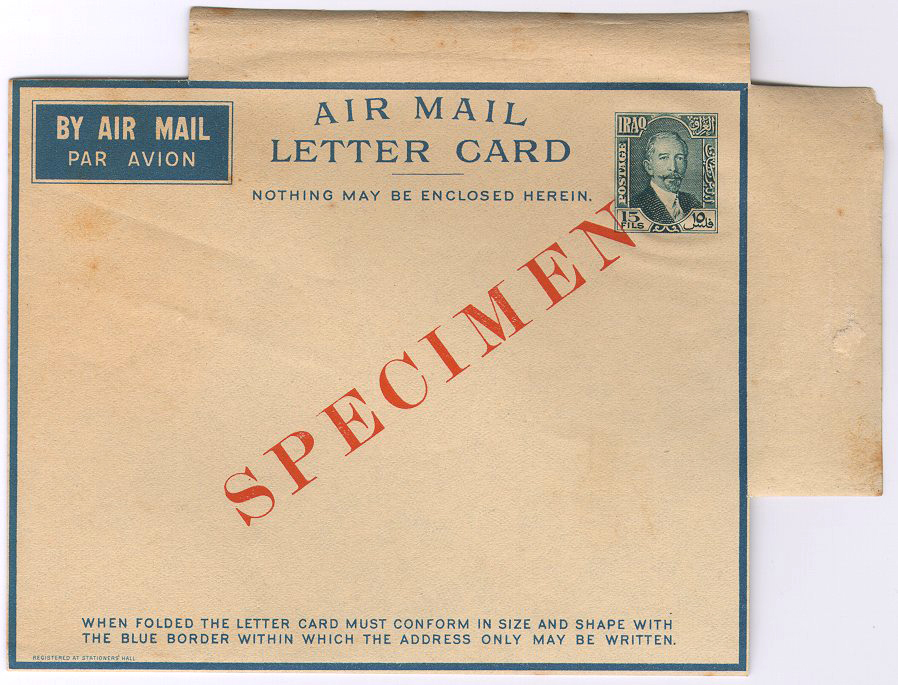
El primer aerograma mai enviat - Iraq 1933

L'aerograma fou força popular gràcies a la seva utilitat durant la Segona Guerra Mundial. L'1 de març de 1941, començà el servei de correu entre l'Orient Mitjà i el Regne Unit gràcies als esforços del Tinent Coronel R. E. Evans, utilitzant diverses combinacions d'hidroavions de la Imperial Airways i transport militar. La naturalesa privada del correu aeri assegurà la seva popularitat entre els usuaris. L'ús dels aerogrames fou oficialment aprovat el 1952, durant el Congrés de la Unió Postal Universal celebrat a Brussel·les. Amb la disminució de la comunicació postal, els aerogrames s'han retirat de diversos serveis postals. Els aerogrames ja no es produeixen als Estats Units des de 2006, al Regne Unit el 2012, però en 2021 encara estan disponibles a Australia Post.